# Oberea pseudoneavei
Oberea pseudoneavei là một loài bọ cánh cứng trong họ Cerambycidae.